# Alfred Baresel
Alfred Baresel (* 10. Januar 1893 in Leipzig; † 7. November 1984 in Frankfurt am Main) war ein deutscher Musikkritiker und Musikschriftsteller.

## Leben
Alfred Baresel war der Sohn des Geheimrates Otto Baresel und seiner Frau Charlotte, geborene Weber. Er besuchte von 1911 bis 1914 das Leipziger Konservatorium und studierte parallel dazu bis 1919 an der Universität Leipzig: Klavier bei Robert Teichmüller, Musikwissenschaft bei Hugo Riemann und Arnold Schering sowie Musikgeschichte bei Arthur Seidl. Von 1920 bis 1939 war er selbst Dozent am Leipziger Konservatorium. Von 1921 bis 1933 schrieb er zudem für die Neue Leipziger Zeitung, danach erhielt er Publikationsverbot.
In seinen innovativen Texten berücksichtigte er bereits die Arbeit von Ernst Krenek, Eric Satie, Igor Strawinsky und Kurt Weill. Er gehörte zu den Mitbegründern der deutschen Jazzbewegung und war der erste deutsche Musikschriftsteller, der sich in einer Schrift mit Jazz beschäftigte. 1926 erschien das erste deutsche Jazzbuch von Baresel, das in drei Jahren eine Auflage von 10.000 erreichte. Im Dritten Reich kam das Buch auf den Index und wurde in der Ausstellung „Entartete Kunst“ gezeigt. Baresel selbst durfte am Konservatorium nur noch Nebenfach-Schüler unterrichten.
Am 1. Dezember 1937 beantragte Baresel die Aufnahme in die NSDAP und wurde rückwirkend zum 1. Mai desselben Jahres aufgenommen (Mitgliedsnummer 5.336.171). Von 1939 bis zum Ende des Zweiten Weltkrieges war er Oberstleutnant. Per Feldpost erhielt er eine Ausgabe der Musikzeitschrift Artist nach Russland. Er wurde langjähriger Mitarbeiter dieser Zeitschrift für Unterhaltungsmusik. Nach 1945 nahm er seine Lehrtätigkeit am Münchner Händel-Konservatorium (heute Richard-Strauss-Konservatorium) wieder auf. Er leitete dort Jazzklassen. Zwischen 1946 und 1954 war er Musikkritiker des Südostkurier in Bad Reichenhall. Ab 1960 wirkte er als erster Musikkritiker bei der Frankfurter Neuen Presse.
In erster Ehe war er mit der Pianistin Hella Baresel-Schmitz verheiratet. Seine zweite Frau Herta (Edda) Baresel geborene Doehn (1908–1991) studierte bei ihm Klavier am Leipziger Konservatorium. In den Nachkriegsjahren leitete sie eine Tanzkapelle und unterrichtete an der Frankfurter Jugendmusikschule Gitarre und Akkordeon.

## Musikschriften (Auswahl)

### Schriften zum Jazz
- Das Jazz-Buch. J. H. Zimmermann, Leipzig 1926
- Das neue Jazzbuch. Ein praktisches Handbuch für Musiker, Komponisten, Arrangeure, Tänzer und Freunde der Jazzmusik. Mit 40 Notenbeispielen, J. H. Zimmermann, Leipzig 1929 (Neubearbeitung des Jazz-Buchs von 1926). Digitalisat: MDZ
- Jazz in der Krise – Jazz im Umbruch. Eine musikalische Studie. Hohner, Trossingen 1959

### Lehrwerke und Studienmaterial
- Alba (Pseudonym von Alfred Baresel): Schule für Tenorbanjo. J. H. Zimmermann, Leipzig 1926
- Schule des Rhythmus. Mit zahlreichen klassischen und modernen Tanzstucken. W. Zimmermann: Leipzig, 1930
- Schule für Hawaii-Gitarre. W. Zimmermann, Leipzig 1930

#### Jazz-Lehrwerke
- Methodischer Lehrgang der Jazz-Improvisation für alle Tasten- und Blasinstrumente, Hohner, Trossingen, 1952
- Jazz-Harmonielehre. Hohner, Trossingen, 1953
- 40 Klavierübungen für den modernen Jazzstil (Locked-hand): Be-Bop, Blues, Boogie-Woogie. Hohner, Trossingen, 2. erw. Auflage 1954
- Der Rhythmus in der Jazz- und Tanzmusik: Ein Lehr- und Übungsbuch für Musiker, eine Grundlagenforschung für Jazzfreunde, Hohner, Trossingen, 1955
- Wie arrangiere ich für meine Combo, 1964

#### Klavier
- 75 klaviertechnische Formeln. Zusammengestellt von Alfred Baresel. W.Zimmermann, Leipzig 1927
- Absolute Klaviertechnik. 45 technische Konzentrationsübungen für Konservatoriumskurse und zum Selbstunterricht. W.Zimmermann, Leipzig 1931
- Romantische Klaviertechnik. Das Geheimnis des gesangvollen Klaviertons. W. Zimmermann, Leipzig 1933
- Der Klavierdoktor,  W. Zimmermann, Frankfurt am Main 1952

#### Bearbeitungen
- Rio Gebhardt: Jazz-Klavierschule (13. Auflage). Auf den Stand der Gegenwart gebracht von Alfred Baresel, Hans Creutziger, Wolfgang Lauth. W. Zimmermann, Frankfurt am Main 1958
- Nikolaj Fedorow: Schule für Saxophon. Neu bearbeitet von Alfred Baresel (1926). W. Zimmermann, Frankfurt am Main
- Wenskat: Schule für Schlagzeug. Bearbeitet von A. Baresl (sic!). J. H. Zimmermann,  Leipzig (1926?)
- Michaelis Pache: Das Harmoniumspiel. Neubearbeitung 1967 von Alfred Baresel. W. Zimmermann, Frankfurt am Main 1967

### Biografien
- Robert Teichmüller und die Leipziger Klaviertradition. C. F. Peters, Leipzig (1934?). Digitalisat: SLUB Dresden.

Breitkopf & Härtel 1938:
- Joseph Haydn
- Giuiseppe Verdi

Verlag Hans Sikorski, Hamburg:
- Richard Strauss (1953)
- Giacomo Puccini (1954)
- Joseph Haydn (1953)
- W.A. Mozart (1956)

#### Als Herausgeber
- Robert Teichmüller als Mensch und Künstler. Mit Beiträgen von Adolf Aber, Walther Franke, Woldemar Sacks, Ernst Smigelski. Rainer Wunderlich Verlag, Leipzig 1922.

### Notenausgaben
- Hymnen der Nationen, Europa, für Klavier. Verlag Sikorski, Hamburg
- Weihnachtslieder-Album für Klavier. Verlag Sikorski, Hamburg
- Marsch-Album für Klavier. W. Zimmermann, Frankfurt am Main
- Thema mit Jazzvariationen für Klavier. W. Zimmermann, Frankfurt am Main
- Instruktive Jazz-Etüden für Klavier.  OA: W. Zimmermann, Leipzig

### Miscellanea
- Glossen zur Musikkultur der Gegenwart. Verlag C. F. W. Sigel, Leipzig 1923
- Opernführer: Inhalt, Art u. Geschichte der Standwerke des deutschen Spielplans (Lehrmeister-Bücherei Nr. 916–921). Hochmeister & Thal, Leipzig 1928.
- Musikalische Novellen, 1952